# Josefine Paul

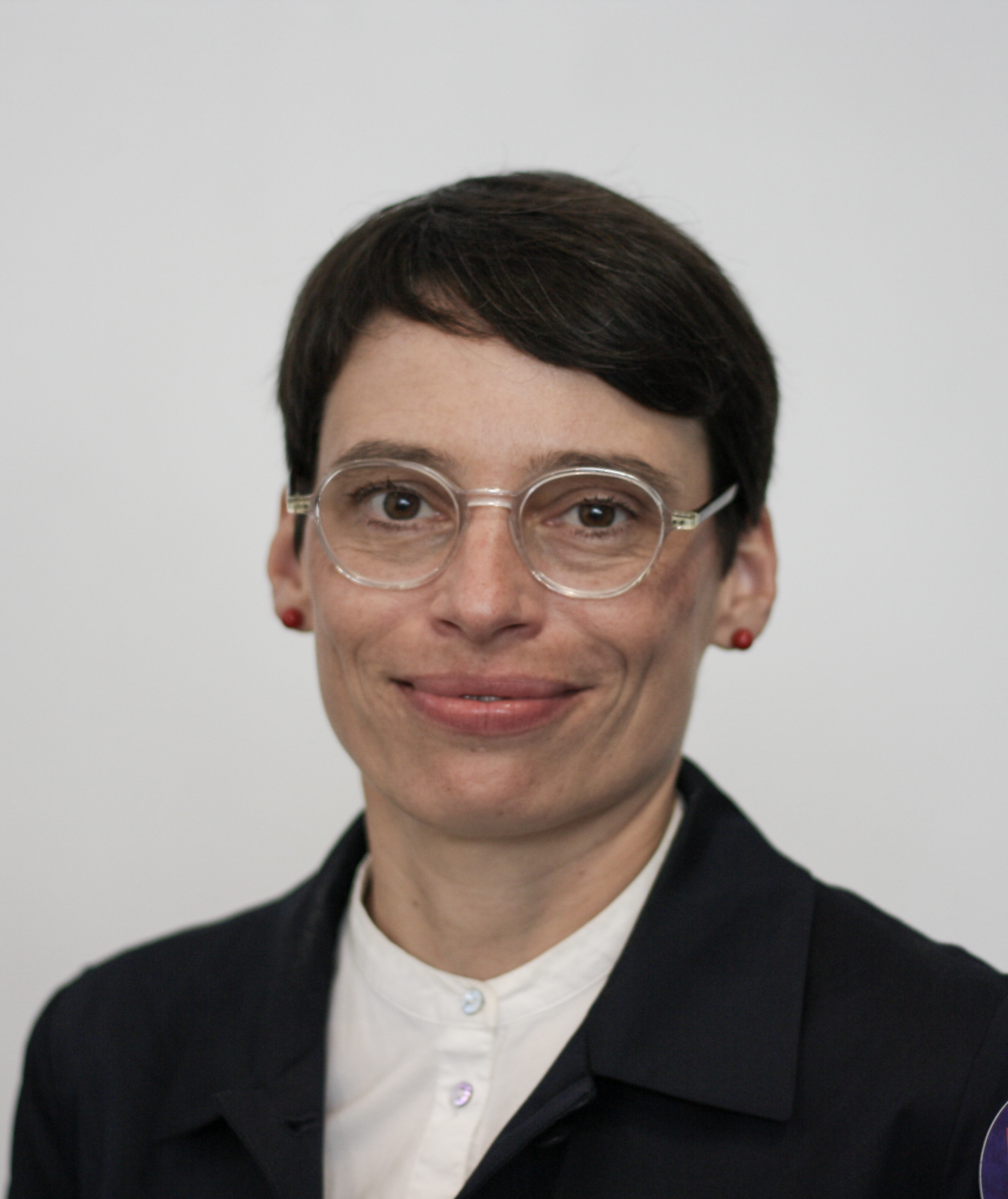
Josefine Paul (2024)

Josefine Paul (* 2. März 1982 in Helmstedt) ist eine deutsche Politikerin (Bündnis 90/Die Grünen) und seit 2022 Ministerin für Kinder, Jugend, Familie, Gleichstellung, Flucht und Integration des Landes Nordrhein-Westfalen im Kabinett Wüst II.
Sie ist seit 2010 Abgeordnete im Landtag Nordrhein-Westfalen und war von Oktober 2020 bis Juni 2022 eine von zwei Vorsitzenden der nordrhein-westfälischen Landtagsfraktion von Bündnis 90/Die Grünen.

## Ausbildung und Beruf
Josefine Paul stammt aus dem Helmstedter Ortsteil Barmke. Sie legte 2001 ihre Abiturprüfung am Gymnasium Julianum ab und studierte anschließend bis 2008 Geschichte, Politikwissenschaften und Soziologie, zunächst an der Technischen Universität Braunschweig, dann ab 2005 an der Universität Münster. Die aktive Fußballspielerin verfasste ihre Magisterarbeit zum Thema „Die Anfänge des Fußballs in Deutschland als Schulspiel. Eine Studie am Beispiel der Stadt Braunschweig.“
Von Oktober 2009 bis zum Antritt ihres Landtagsmandats arbeitete sie als Vertretungslehrerin in Dortmund.

## Privates
Paul ist seit 2025 mit der ehemaligen sächsischen Justizministerin Katja Meier (Bündnis 90/Die Grünen) verheiratet.

## Politik

### Partei
Paul gehört seit 1999 der Partei Bündnis 90/Die Grünen an. Während ihrer Studienzeit in Münster war sie Koordinatorin des Fachforums „LesBiSchwul“ der Grünen Jugend.

### Mitglied des Landtages (seit 2010)
Bei den Landtagswahlen 2010, 2012, 2017 und 2022 wurde sie über die Landesliste ihrer Partei in den Landtag Nordrhein-Westfalen gewählt. Von 2010 bis 2012 sowie von 2015 bis 2020 war sie stellvertretende Fraktionsvorsitzende, von 2017 bis 2020 zugleich Fraktionsgeschäftsführerin.
Am 26. Oktober 2020 wurde sie gemeinsam mit Verena Schäffer zur neuen Fraktionsvorsitzenden gewählt. Sie blieb bis Juni 2022 Fraktionsvorsitzende, danach wurde sie Familienministerin im Kabinett Wüst II.
In der 17. Wahlperiode des Landtags Nordrhein-Westfalen (2017 bis 2022) war sie außerdem Sprecherin ihrer Fraktion für Kinder, Jugend und Familie, Sprecherin für Frauen- und Queerpolitik sowie Sprecherin für Sportpolitik.
Im Dezember 2018 sorgte sie mit Äußerungen zu Knecht Ruprecht für mediale Aufmerksamkeit. Knecht Ruprecht passe nicht mehr in das heutige Erziehungsbild mit gewaltfreier Erziehung, so könne Knecht Ruprecht doch beim Tragen der Süßigkeiten helfen.

### Familienministerin des Landes Nordrhein-Westfalen (seit 2022)
Am 29. Juni 2022 wurde Paul auf Vorschlag von Bündnis 90/Die Grünen zur Ministerin für Kinder, Jugend, Familie, Gleichstellung, Flucht und Integration des Landes Nordrhein-Westfalen im Kabinett Wüst II (schwarz-grüne Koalition) berufen. Sie wurde am selben Tag vor dem Landtag vereidigt.

## Mitgliedschaften
- Mitglied in der Deutschen Akademie für Fußball-Kultur[9]
- Mitglied im Kuratorium für das Haus der Geschichte Nordrhein-Westfalen.[10]

## Kritik
Nach dem islamistischen Messeranschlag in Solingen am Abend des 23. August 2024 geriet Paul in die Kritik. Innenminister Herbert Reul konnte Paul erst am Sonntagnachmittag den 25. August erreichen. Die Morde waren am Freitagabend begangen worden. Die SPD-Landtagsfraktion stellte eine Kleine Anfrage mit fünf konkreten Fragen an Pauls Ministerium.  Lisa Kapteinat, die SPD-Obfrau des Parlamentarischen Untersuchungsausschusses  zum Anschlag, warf Paul im Juni 2025 vor, den Abgeordneten, dem Parlament und der Öffentlichkeit monatelang ins Gesicht gelogen zu haben. Der syrische Dschihadist Issa Al Hasan war bereits im April 2023 eine Woche lang nicht in der zugewiesenen Unterkunft auffindbar und ebenso im Juni 2023, weswegen er nicht abgeschoben wurde. Die zuständige Behörde hatte es unterlassen, dem Ausreisepflichtigen vorzuschreiben, sein Zimmer nachts nicht zu verlassen. Am Tag der geplanten Abschiebung sowie am nächsten Tag war der Syrer beim Abend- bzw. Mittagessen präsent. Einen zweiten Abschiebeversuch gab es nicht. Aufgrund der gescheiterten Abschiebung erhielt der spätere Attentäter im August 2023 subsidiären Schutz.